# Герасимюк Тарас Павлович
Тара́с Па́влович Герасимю́к (10 січня 1995 — 5 січня 2015) — солдат батальйону ім. Кульчицького, учасник російсько-української війни.

## Життєвий шлях
Народився в селі Городище 2; навчався в школах сіл: Шклінь, Бережанка, Городище.
Закінчив городищенську ЗОШ, Луцький коледж рекреаційних технологій і права. Учасник подій Революції Гідності, 14-та сотня. Старший стрілець-навідник взводу аеророзвідки, Київська окрема бригада, Північне ОТО НГУ, псевдо «Одиночка».
Січнем 2015-го відряджений на схід України — для забезпечення ротації підрозділів резервного батальйону ім. Героя України генерал-майора С. Кульчицького.
5 січня перебував у мікроавтобусі «Богдан», котрий при перевезенні взводу резервістів потрапив у ДТП поблизу Артемівська. З «Богданом» зіштовхнувся військовий «КрАЗ». Сергій Бабічев був досвідченим водієм, за свідченнями тих, хто вижив, до останнього намагався зробити все можливе для того, щоб уникнути зіткнення та врятувати побратимів, Віктор Бурка, Юрій Лінивенко, Роман Малюта, Володимир Матківський, Максим Щіпов та Тарас Герасимюк загинули від травм. Тоді загинуло 12 військовиків, серед них Ігор Каплуненко, ще 21 зазнав травм, 17 січня від травм помер Ігор Дідач.
Без Тараса лишилися батьки, братик та сестричка, його бабуся та дідусь. 
Похований у селі Городище-2 8 січня 2015-го року.

## Нагороди та вшанування
За особисту мужність і героїзм, виявлені у захисті державного суверенітету та територіальної цілісності України, вірність військовій присязі під час російсько-української війни, відзначений — нагороджений
- орденом «За мужність» III ступеня (посмертно)
- медаллю «Захиснику Вітчизни» (посмертно)
- у Городищенській школі відкрито меморіальну дошку випускникові Тарасу Герасимюку
- у Луцькому коледжі рекреаційних технологій і права відкрито меморіальну дошку честі Тараса Герасимюка

Вшановується в меморіальному комплексі «Зала пам'яті», в щоденному ранковому церемоніалі 5 січня.